# Judas (película de 1936)
Judas es una película dramática mexicana de 1936 dirigida por Manuel R. Ojeda y protagonizada por Josefina Escobedo, Carlos Villatoro y Víctor Urruchúa. Los escenarios de la película fueron diseñados por el director de arte José Rodríguez Granada.

## Argumento
Durante la revolución mexicana, una joven rica se enamora de un líder agrarista quien es traicionado por uno de sus amigos.

## Reparto
- Josefina Escobedo como Magdalena.
- Carlos Villatoro como Emilio.
- Víctor Urruchúa como Traidor.
- Manuel Buendía como Hacendado.
- Victorio Blanco como Judas.
- Carlos López
- Arturo Manrique
- Esther Fernández
- Manolo Noriega
- Consuelo Segarra
- Gilberto González
- Max Langler